# Frédéric Calon
Frédéric Calon est un chercheur au centre de recherche du CHU de Québec, professeur à l'Université Laval à Québec et pharmacien québécois. Il codirige également le laboratoire international OptiNutriBrain
.

## Biographie
Le Dr Frédéric Calon est intéressé par les mystères du cerveau humain, celui-ci oriente ses recherches principalement sur les maladies neurodégénératives qui touchent plus de 30 millions de personnes dans le monde. Celui-ci a publié plus de 100 articles dans des journaux hautement cités dans le domaine des neurosciences,.

## Formation
Baccalauréat en biochimie (B. Sc.) à L'Université Laval de 1989-1992.

Maîtrise en pharmacie (M. Sc.) à l'Université Laval de 1992-1995.

Baccalauréat en pharmacie (B. Pharm.) à l'Université Laval 1994-1998.

Doctorat en Pharmacie (Ph. D.) à L'Université Laval 1998-2001.

### Formation Post-Doctorale
Dept Medicine à "University of California, Los Angeles" 2001-2002.

Dept Medicine à "University of California, Los Angeles" 2002-2003
.

## Programme de recherche
Le centre de recherche du Centre hospitalier universitaire de Québec dont fait partie le programme de recherche du Dr Frédéric Calon travail dans le domaine des maladies neurodégénératives. En effet, ce programme cible de nouvelles approches innovatrices permettant de mieux comprendre, traiter et prévenir ce type de maladie.

L'équipe du Dr Calon a permis de nombreuses découvertes dans ce domaine tel que les effets neuroprotecteurs des acides gras oméga-3 dans la Maladie d'Alzheimer et de la Maladie de Parkinson, ainsi que dans un modèle neuroinflammatoire. L'équipe a aussi permis de mettre en évidence des changements au niveau du cervelet ainsi que des indices neuropathologiques chez les patients souffrant de tremblement essentiel. Par ailleurs, le personnel du programme de recherche travaille aussi à créer des solutions au problème de la barrière hématoencéphalique (BHE) qui nuit à l'efficacité de certains traitements pour les maladies neurodégénératives et autres maladies touchant le système nerveux central (SNC).

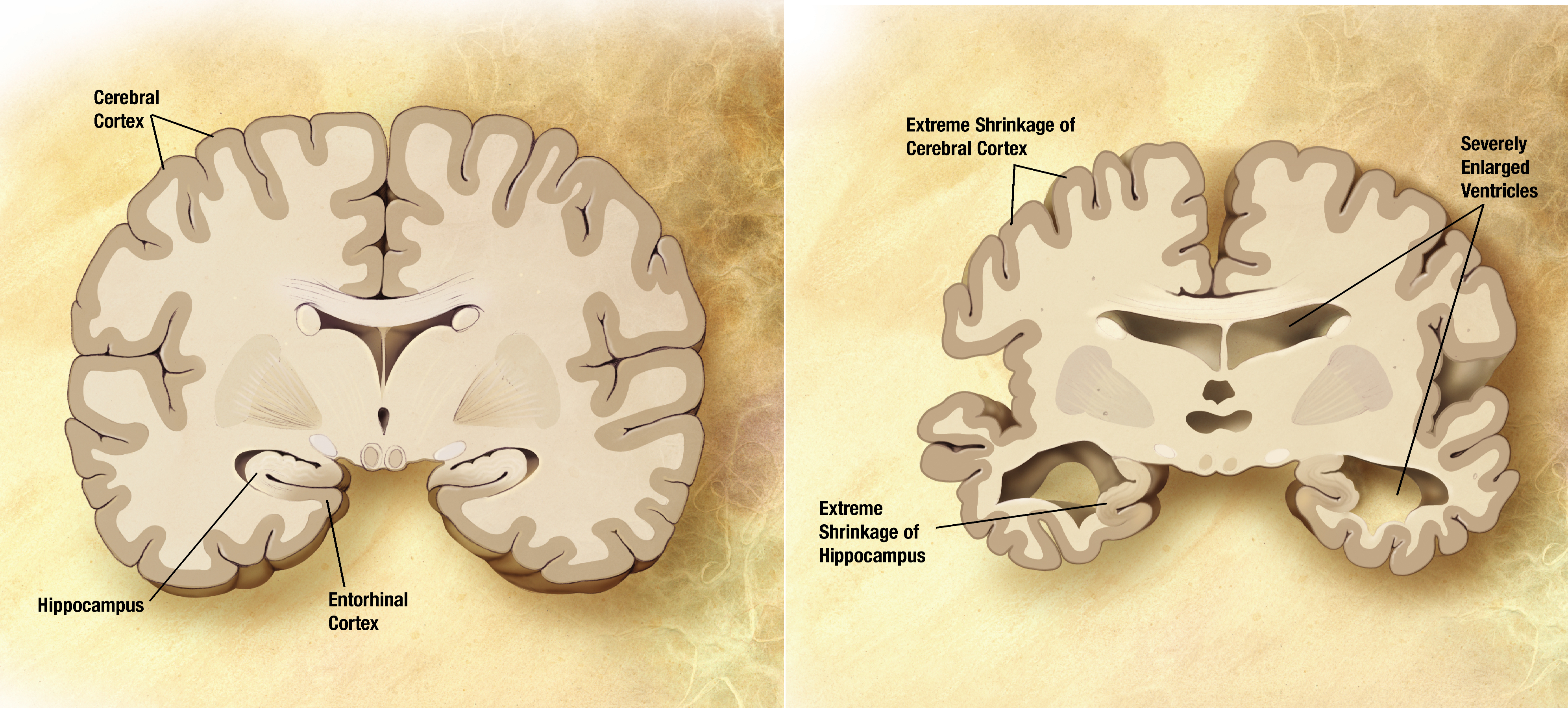
Comparaison d'un cerveau normal à droite et d'un cerveau atteint de la Maladie d'Alzheimer  à gauche.
Illustration de la posture d'une personne atteinte de la Maladie de Parkinson.
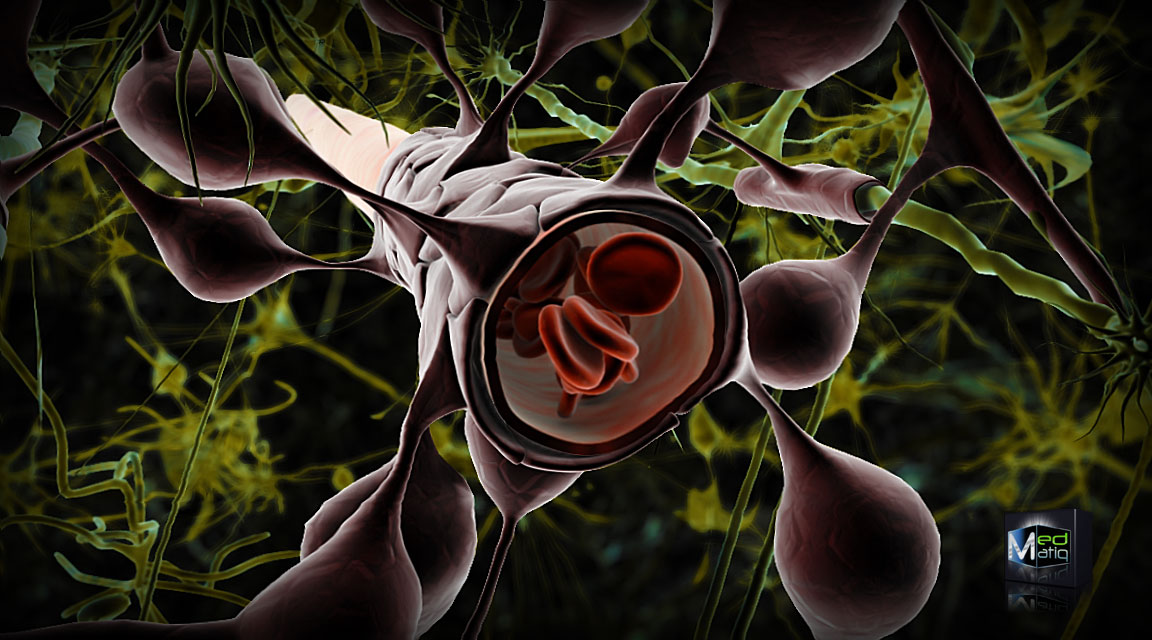
Illustration des astrocytes entourant le système sanguin du cerveau faisant partie de la BHE.

## Publications scientifiques et contributions à la recherche
Dr Calon a apporté de nombreuses contributions dans le milieu des maladies neurodégénératives. En effet, les articles en question ont été cités plus de 8000 fois, avec un indice-h à 49 .

### Oméga-3
Les articles ayant retenu le plus l'attention et ayant été le plus cités sont les recherches du Dr Calon sur les oméga-3 en lien avec le cerveau humain. Ses recherches sur le sujet ont permis au Dr Calon d'avoir une visibilité plus importante à l'échelle internationale avec ses résultats. En effet, les oméga-3, acides gras présents dans certains aliments, pourraient avoir un rôle dans la prévention de l'apparition de la maladie d'Alzheimer. Sur le modèle animal, une diète riche en omega-3 a démontré une amélioration de la capacité cognitive et de la mémoire,.

### Maladie d'Alzheimer
La Maladie d'Alzheimer est l'un des déficits cognitifs les plus associés au vieillissement entrainant une perte de tissus cérébraux. Cette perte de tissus cause un déclin cognitif irréversible comprenant la perte de la mémoire. 

Ce sujet est l'un des plus étudiés par l'équipe de recherche du Dr Calon. En effet, dans ses articles les plus cités, l'un d'eux porte sur le lien entre une mutation de l'enzyme P21 et l'apparition de déficits cognitifs chez les personnes atteintes de la maladie d'Alzheimer. L'étude mettrait donc en évidence une physiopathologie innovatrice offrant des cibles différentes dans le traitement de la maladie,.

Dans l'une de ses récentes études sur le modèle animal, l'équipe du Dr Calon a mis en lumière le fait qu'une baisse de température corporelle liée au vieillissement pourrait aggraver les manifestations de l'Alzheimer. En effet, l'augmentation de l'un des marqueurs principaux liés à la maladie d'Alzheimer, la Protéine tau, serait responsable entre autres de l'altération des fonctions cognitives chez les patients atteints de la maladie. Dans de multiples études observationnelles, il a été noté que la diminution de la température corporelle augmente la présence de protéine tau dans le cortex cérébral. L'étude de l'équipe du Dr Calon a été cependant l'une des premières à démontrer que l'âge amplifie ce phénomène de déficits en thermorégulation.

### Tremblement essentiel
Le tremblement essentiel est une maladie incurable se caractérisant par l'apparition d'un trouble de mouvements affectant différentes parties du corps. Celle-ci est fréquente chez les personnes âgées de 65 ans et plus, avec une fréquence de 4 à 5 % de la population mondiale.

L'équipe du Dr Calon est la première équipe de recherche qui a permis d'établir un lien clair entre cette maladie neurologique et l'accumulation de la protéine Bêta-amyloïde dans le cervelet des patients atteints. La protéine Bêta-amyloïde est souvent liée à d'autres maladies neurodégénératives telles que la maladie d'Alzheimer, la maladie de Parkinson, etc. L'accumulation de cette protéine en grande quantité dans le cerveau des personnes atteintes causerait des problèmes de communication entre les neurones pouvant causer des symptômes neurologiques.

Pour l'instant, les traitements offerts pour le tremblement essentiel sont partiellement efficaces avec une diminution des symptômes chez moins de 50 % des patients. Le traitement est souvent accompagné d'effets indésirables reliés à la médication. Le manque efficacité des traitements s'explique par la faible compréhension de la physiopathologie de la maladie ainsi que par le manque relatif d'études clinique sur le sujet. La découverte de l'équipe du Dr Calon pourrait permettre l'ouverture à de nouvelles voies de traitement pour cette maladie.

Par ailleurs, d'autres voies ont été étudiées par l'équipe du centre de recherche du Dr Calon. Dans un article publié dans la revue "Brain", le Dr Calon et son équipe se sont penchés sur l'importance du récepteur GABA dans la maladie du tremblement essentiel. Le système GABAergique joue un rôle important dans la neuromodulation, en inhibant la transmission nerveuse empêchant une excitation prolongée des neurones. Les médicaments efficaces en tremblement essentiel n'ont pas changé dans les 40 dernières années et ciblent tous à un niveau différent le système GABAergique. Par contre, la localisation exacte du problème reste pour l'instant inconnue.

L'étude conduit par le Dr Calon et son équipe est l'une des premières à avoir mesuré la différence neurochimique des récepteurs GABA dans le cerveau de patients ayant souffert de tremblement essentiel comparé au cerveau de patients parkinsoniens et de patients de contrôle. L'étude a permis de mettre en évidence une diminution des récepteurs GABA dans les noyaux dentés du cervelet étant inversement proportionnel à la durée des symptômes de tremblement essentiel. Il a été suggéré que la diminution des récepteurs au cervelet entraine une désinhibition de l'activité de sortie du cervelet se propageant dans la voie cérébello-thalamo-corticale générant des tremblements. La précision de l'origine de la maladie pourrait permettre l'ouverture de nouvelles voies de traitement.

## Rayonnement et entrevues grand public
- Octobre 2016 : Entrevue pour l'ordre des pharmaciens du Québec sur le Portrait de Frédéric Calon : à la fine pointe de la recherche[3]. Capsule vidéo pour le gouvernement du Québec sur les impacts des oméga-3 sur la santé du cerveau[15].
- Avril 2016 : Article du Contrepoints, de La Presse, de l'Alzheimer News Today, du Biospace et du Science Daily sur l'Alzheimer en lien avec la thermorégulation, basé sur l'article du Dr Calon[16],[17],[18],[19].
- Novembre 2015 : Entrevue à Radio-Canada, la Presse, le Journal du Québec, sur le laboratoire Optinutribrain[20],[21],[22].
- Septembre 2015 : Entrevue à Paris Match sur les origines et les pistes de traitement du tremblement essentiel[23].
- Août 2015 : Entrevue à Radio-Canada sur l'amyloïde-β dans le tremblement essentiel[24].
- Septembre 2013 : Président d'honneur de la Grande Randonnée Parkinson de la région de Québec[25].
- Mai 2013 : Entrevue à CTV News sur l'étude IgIV Gammargard de Baxter dans la maladie d'Alzheimer[26].
- Janvier 2013 : Entrevue dans Le Soleil sur le tremblement essentiel[27].. Entrevue dans Le Devoir sur la malbouffe et la maladie d'Alzheimer[28].
- Mai 2011 : Entrevue à Radio-Canada sur la prévention de la maladie d'Alzheimer avec la prise d'oméga-3[29].. La nouvelle a été reprise mondialement par des agences de presse.

## Honneurs
- Janvier 2017 : Prix Alfred-Émile Francoeur de l'Université Laval ; Prix décerné à un chargé d'enseignement ou à un chargé de cours pour son excellence en enseignement.

- Septembre 2013 : Prix remis annuellement à un pharmacien au Québec ; Prix Pharmaciens de cœur et d'action de l'Actualité Pharmaceutique, Catégorie Recherche (Québec, Canada)

- Janvier 2013 : Lauréat de la semaine Le Soleil/Radio-Canada ; Sélection parmi les 10 découvertes 2012 de Québec Science.

- Décembre 2012 : Québec Science : L'une des 10 découvertes de l'année 2012 au Québec ; Découverte de dysfonction GABAergique dans un noyau du cervelet chez les gens souffrant de Tremblement essentiel.

- 2010 à 2017 Chercheur-boursier du FRSQ (Fonds de la recherche en santé du Québec)

- Juillet 2008 : "New Investigor Research Award for 2008" ; Association des facultés de pharmacie du Canada - AstraZeneca

- 2003 à 2010 : Nouveau chercheur clinicien ; Instituts de recherche en Santé du Canada (IRSC)

- Juin 2002 : Distinction pour thèse de doctorat ; Médaille d'or du Gouverneur général du Canada ; Meilleure thèse de doctorat à l'Université Laval en 2001-2002